# Henri de Montfaucon de Villars
Henri de Montfaucon, dit abbé de Villars (vers 1638-1673) est un écrivain français. Les prénoms Nicolas et Pierre (qu'on lui attribue seulement depuis le début du XXe siècle) ne sont attestés par aucune source ancienne et proviennent d'hypothèses sans fondement.

## Biographie
Issu d'une famille noble, Montfaucon de Villars naît dans le diocèse d'Alet-les-Bains, dans la haute vallée de l'Aude. On ne sait rien de précis de ses études et de ses débuts, si ce n'est qu'il a été Père de la doctrine chrétienne et a dû enseigner à ce titre dans les collèges de cette congrégation, soit dans la province de Toulouse, soit dans celle de Paris. 
Condamné à la roue par le Parlement de Toulouse en 1669 avec trois de ses frères dans une affaire de vendetta familiale, il monte à Paris, certainement pour échapper à cette sentence, et fréquente divers érudits quelque peu libertins, mais évolue surtout dans le cercle des jansénistes et amis de Port-Royal, par le biais de son cousin Jean-François de Montfaucon de La Péjan. Il commence une carrière d'abbé mondain (il prend alors le titre d'abbé de Villars sans être formellement abbé ni recevoir aucun bénéfice d'abbaye, adoptant le nom d'une terre qui lui venait de son père) et se lance dans la littérature, publiant coup sur coup une satire contre les "sciences secrètes" (Le Comte de Gabalis, novembre 1670) et une Critique de Bérénice (début 1671) où il s'en prend à Racine et Corneille. Mais ses pointes contre les jansénistes dans Le Comte de Gabalis (attaques délibérées ou simples maladresses) amènent Antoine Arnauld à faire interdire l'ouvrage dès mars 1671, à faire interdire de prêche Montfaucon de Villars et à ruiner sa réputation auprès des importantes familles de la noblesse qu'il fréquentait. Montfaucon de Villars se venge en passant à l'ennemi : il prend la défense d'un jésuite, le P. Bouhours, contre les jansénistes dans son traité De la Délicatesse (septembre 1671), attaquant notamment les écrivains de Port-Royal et les Pensées de Pascal. C'est certainement Antoine Arnauld qui fait alors publier à Paris l'arrêt du Parlement de Toulouse de 1669 condamnant à mort Montfaucon de Villars et ses frères « pour crimes d’assassin, meurtre et incendie », rendant ainsi publique une condamnation infamante qui n'avait pas été connue hors du ressort du Parlement de Toulouse. Sa carrière est alors ruinée : plus rien ne sort de sa plume jusqu'à sa mort. Il meurt assassiné sur la route de Lyon en 1673 des mains d'un de ses cousins, Pierre de Terroüil, rattrapé par la vendetta familiale dont l'engrenage l'avait amené à quitter le Languedoc.

## Œuvres
Montfaucon de Villars est surtout célèbre pour son ouvrage Le Comte de Gabalis, ou Entretiens sur les sciences secrètes (1670) où il donne une savoureuse parodie de la magie, de l'astrologie, de l'alchimie, de la divination et de ce qu'il appelle « la Sainte Cabale », qui n'est autre que la doctrine de Paracelse sur les esprits élémentaires, ainsi nommés car ils peuplent les quatre éléments : 
"L'air est plein d'une innombrable multitude de peuples [les sylphes] de figure humaine, un peu fiers en apparence, mais dociles en effet : grands amateurs des sciences, subtils, officieux aux sages, et ennemis des sots et des ignorants. leurs femmes et leurs filles sont des beautés mâles, telles qu'on dépeint les Amazones… Sachez que les mers et les fleuves sont habités de même que l'air ; les anciens Sages ont nommé ondins ou nymphes cette espèce de peuple… La terre est remplie presque jusqu'au centre de gnomes, gens de petite stature, gardiens des trésors, des minières et des pierreries… Quant aux Salamandres, habitants enflammés de la région du feu, ils servent aux philosophes…" (p. 169-171). 
L’ouvrage, témoin et acteur de la vogue du rationalisme et du libertinisme, vise à la fois à discréditer les « sciences secrètes » et à ruiner la croyance au Démon, car toutes les actions habituellement attribuées au Diable (possession, oracles des païens, pactes avec Satan, sabbat de sorciers, etc.) sont ici rapportées à l'inoffensive action des sylphes, des gnomes, des nymphes ou des salamandres, et l'ouvrage martèle l'idée que le Diable ne possède aucun pouvoir en ce monde. 
Ce livre écrit dans un style clair et enlevé, plein d'ironie et de charme sous sa forme de dialogues mi-philosophiques mi-burlesques, connut un véritable succès de librairie. Son appel à un certain merveilleux renouvela entièrement ce genre. Son influence s'exerça durablement dans la littérature, et il est manifestement l'un des ressorts du discrédit de la magie, de l'astrologie et de l'alchimie en France à la fin du XVIIe siècle.